# Sveti Petar u Šumi
Sveti Petar u Šumi je općina u zapadnoj Hrvatskoj, a nalazi se u Istarskoj županiji.

## Općinska naselja
Jedino općinsko naselje je Sveti Petar u Šumi.

## Zemljopis
Nalazi se u samom središtu Istre. Pokraj Pazina,  6 km od Žminja.

## Stanovništvo
Općina ima, prema popisu iz 2001. godine, 1.011 stanovnika
| broj stanovnika | 847   | 876   | 975   | 1039  | 1101  | 1267  | 1217  | 1184  | 1165  | 1173  | 1123  | 1057  | 999   | 999   | 1011  | 1065  | 1051  |
|                 | 1857. | 1869. | 1880. | 1890. | 1900. | 1910. | 1921. | 1931. | 1948. | 1953. | 1961. | 1971. | 1981. | 1991. | 2001. | 2011. | 2021. |

| broj stanovnika | 847   | 876   | 975   | 1039  | 1101  | 1267  | 1217  | 1184  | 1165  | 1173  | 1123  | 1057  | 999   | 999   | 1011  | 1065  | 1051  |
|                 | 1857. | 1869. | 1880. | 1890. | 1900. | 1910. | 1921. | 1931. | 1948. | 1953. | 1961. | 1971. | 1981. | 1991. | 2001. | 2011. | 2021. |

## Uprava
Sveti Petar u Šumi je uz Lanišće jedina općina u Istri u kojoj je od prvih lokalnih izbora HDZ samostalno obnašao vlast.

## Povijest
Mjesto je nastalo na mjestu staroga benediktinskog samostana, kasnije pavlinskog. U 17. stoljeću bilo je važno kulturno središte. Kasnije, povlačenjem pavlinskog reda zamire duhovnost, ali nastaje okolno mjesto.

## Legenda
Slika Gospe Čestohovske proplakala krvave suze, a čuva se u crkvi sv. Petra i Pavla u Sv. Petru u Šumi.

## Gospodarstvo
Gospodarstvo je živnulo 60-ih godina dvadesetog stoljeća kada su se baš tu otvorili pogoni tvornice Puris.  A danas je središte i nekih drugih manjih obrta i tvrtki.

## Poznate osobe
- Josip Turčinović, između ostalog osnivač izdavačke i nakladničke kuće Kršćanska sadašnjost.
- Josip Bratulić, hrvatski akademik

## Spomenici i znamenitosti
- pavlinski samostan i barokna crkva Sv. Petra i Pavla

## Obrazovanje
- PŠ Sv. Petar u Šumi
- OŠ Vladimira Nazora Pazin

## Sport
- NK Puris Sveti Petar u Šumi, 3. ŽNL Istarska (2008./09.)
- KK Puris
- Konjički klub Hipos
- Boćarski klub Sveti Petar